# Nyeme Costa
Nyeme Victoria Alexandre Costa Nunes, född 11 oktober 1998, är en volleybollspelare (center). Hon spelar i Brasiliens landslag och klubblaget Minas Tênis Clube.